# Mussarela empanada na frigideira

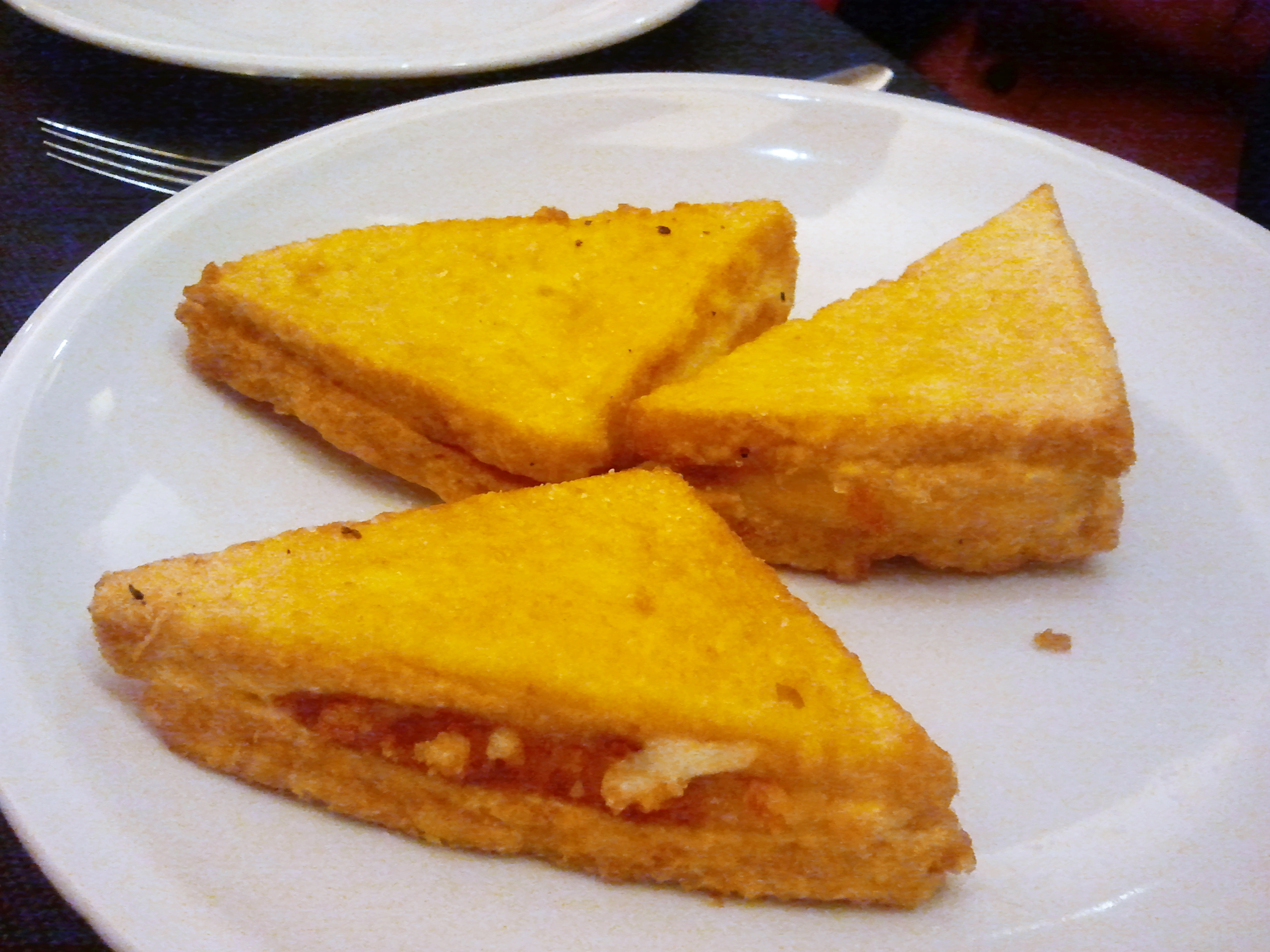
Mozarela empanada na frigideira servido num prato.

A mussarela empanada na frigideira (em italiano mozzarella in carrozza) é um tipo de sanduíche de queijo frito da culinária italiana feito à base de pão de forma, mussarela, leite, farinha de trigo, ovos, azeite, sal e anchova. É originário de Campânia e presente em todas as regiões da Itália por usar produtos típicos e ser acessível a todos os cozinheiros.

## Preparação
A mussarela empanada na frigideira é preparada com queijo mussarela, ovo e fatias de pão. Pode ser preparado com diversos pães, como pão italiano e pão de sanduíche, entre outros. A crosta do pão às vezes é removida antes de ser frita, e o pão pode ser ligeiramente torrado antes do processo de fritura. A preparação envolve montar o sanduíche, dragá-lo na farinha, mergulhá-lo na lavagem de ovos e depois fritá-lo na frigideira. As migalhas de pão às vezes são usadas para revestir o sanduíche. O azeite de oliva é normalmente usado para fritar as fatias de pães. Ingredientes adicionais às vezes são usados, como presunto, anchovas, berinjela, tomate verde e manjericão. Depois de pronto, ele tem uma textura crocante. Pode ser servido como um prato de antepastos.

## Por regiões e variações

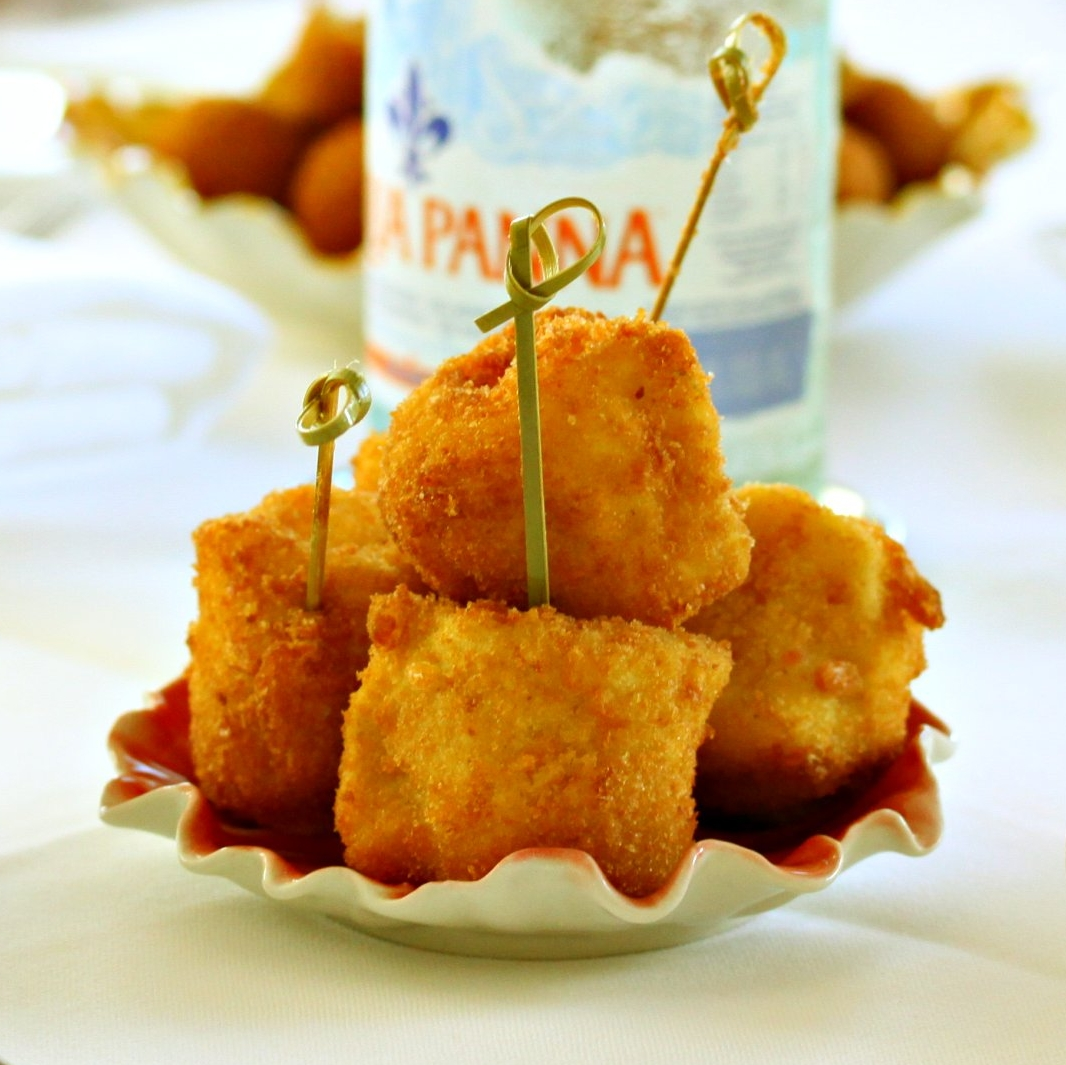
Mussarela frita.

A mussarela empanada na frigideira é uma comida de rua e um prato popular em Campânia, uma região meridional da Itália, onde a mussarela de búfalo-asiático é normalmente usada na preparação do sanduíche. Também é um prato popular em restaurantes ítalo-americanos situados em Nova Iorque, onde às vezes é cozido em fritura.
Uma variação do prato é a mussarela frita (em italiano: mozzarella fritta), que é simplesmente o queijo empanado e frito sem o pão.